# Capela do Calvário (Ferreira do Alentejo)
A Capela do Calvário, igualmente conhecida como Capela de Santa Maria Madalena ou Igreja das Pedras, é um edifício religioso na vila de Ferreira do Alentejo, em Portugal.

## Descrição
O edifício situa-se na Avenida Gago Coutinho e Sacadura Cabral. Apresenta uma forma circular, com uma abóbada em forma de redoma, decorado com saliências de pedras irregulares. Estas pedras podem ser uma alusão ao martírio de Jesus Cristo durante a Via Crúcis, uma vez que as tradições judaicas de então preconizavam a morte por apedrejamento em vez de crucificação. As pedras, devido à sua aspereza, podem igualmente representar as dificuldades durante o percurso do calvário, ou ser uma referência à história de Maria Madalena, que foi salva por Jesus de ser apedrejada. Esta última teoria é reforçada pela presença de uma imagem setencentista da santa, e pelo nome alternativo do santuário, Capela de Santa Maria Madalena.
No topo da cúpula encontra-se um lanternim de planta hexagonal, para iluminação do interior, e que é rematado por uma cruz latina. As paredes são tradicionalmente caiadas, com alguns elementos pintados em tons ocres, como a barra em redor, a moldura da porta, e parte do lanternim. No interior encontram-se três imagens, retratando Jesus Cristo, Santa Maria e Santa Madalena.
Segundo a tradição popular, é considerada como sendo única no mundo. Porém, existe um santuário de configuração semelhante na povoação da Peroguarda, conhecido como Capela de Santa Maria Madalena ou Calvário das Pedras Negras. Tem uma grande importância a nível local, sendo o ex-libris da vila de Ferreira do Alentejo. É considerado como um dos monumentos religiosos mais curiosos do Alentejo, juntamente com as capelas da Anta de Pavia e da Anta de São Brissos.

## História
Este templo foi construído no século XVII. Situava-se originalmente num outro local, na Rua do Calvário, posteriormente conhecida como Rua Luís de Camões, tendo sido movida para o presente local nos finais do século XIX. Esta artéria era então conhecida como Rua de Lisboa, e era uma das maiores na vila, ficando assim pontuada por dois dos principais monumentos religiosos: iniciava-se na Capela do Calvário e terminava na Igreja de Nossa Senhora da Conceição.